# Sky Tower (attractie)
Sky Tower is een observatietoren in Six Flags Magic Mountain.

## Algemene informatie
Sky Tower werd samen met het park geopend op 29 mei 1971. De attractie lijkt erg op de Oil Derrick in Six Flags Over Texas, deze observatietoren is alleen hoger. Boven in de Sky Tower is sinds 2008 een museum gevestigd. Hierin staan o.a. oude achtbaantreinen en gedeeltes van oude attracties.